# 维尔德贝格 (苏黎世州)
维尔德贝格（德語：Wildberg）是瑞士联邦苏黎世州普费菲孔区的市镇。该市镇面积为10.56平方千米，海拔高度650米，2018年12月31日人口数为1,006。

## 外部連結
- 维尔德贝格官方网站 （页面存档备份，存于） （德文）